# آریتس آدوریتس
آریتس آدوریس زوبلدیا (Aritz Aduriz Zubeldia) یک بازیکن بازنشسته فوتبال اهل اسپانیا است. 
او برای تیم ملی اسپانیا ۱۳ بازی انجام داده است و ۲ گل ملی در کارنامه دارد وی همچنین با گلزنی مقابل مقدونیه به عنوان مسن ترین گلزن تاریخ تیم ملی اسپانیا شناخته میشود.
وی بیشتر دوران حرفه ای خود را در اتلتیک بیلبائو گذراند، هرچند وی سابقه بازی در والنسیا، رئال وایادولید و رئال مایورکا نیز دارد. او در تاریخ ۱ خرداد ۱۳۹۹ با انتشار پستی از فوتبال خداحافظی کرد.